# Taiya Inlet
Das Taiya Inlet ist eine in einem Tal der Coast Mountains liegende Bucht (Ästuar) im Panhandle von Alaska. 
Sie verläuft von der Mündung des Taiya River bei Dyea südwärts bis zum Chilkoot Inlet, einem Arm des Lynn Canal. Die ehemalige Goldgräberstadt Skagway liegt am Ostufer der Bucht.
Die Bezeichnung der Tlingit für die Bucht wurde 1868 von Commander Meade von der United States Navy als Tyya oder Tya dokumentiert und 1870 vom U.S. Coast and Geodetic Survey veröffentlicht. 1883 zeichneten Aurel und Arthur Krause den Namen Dejah Inlet auf, während Leutnant Frederick Schwatka – ebenfalls 1883 – von Dayay Inlet berichtete.
Während des Klondike-Goldrauschs Ende des 19. Jahrhunderts führte der Wasserweg zu den Landrouten zum Klondike River über den Chilkoot beziehungsweise White Pass durch das Taiya Inlet.
Die Bucht wird von den Fähren des Alaska Marine Highway befahren.